# BR-050
De BR-050 is een federale snelweg in Brazilië. De snelweg is een radiale weg en verbindt de hoofdstad Brasilia met Santos in de deelstaat São Paulo in het zuiden van het land.

## Lengte en staten
De snelweg is 1105,1 kilometer lang en loopt door het Federaal District en drie staten:
- Goiás
- Minas Gerais
- São Paulo

## Steden
Langs de route liggen de volgende steden:
- Brasilia
- Valparaíso de Goiás
- Luziânia
- Cristalina
- Catalão
- Araguari
- Uberlândia
- Uberaba
- Delta
- Igarapava
- Aramina
- Ituverava
- Guará
- São Joaquim da Barra
- Orlândia
- Ribeirão Preto
- Porto Ferreira
- Pirassununga
- Leme
- Araras
- Limeira
- Americana
- Hortolândia
- Campinas
- Jundiaí
- São Paulo
- São Bernardo do Campo
- Santos